# 王星諴
王星諴（1831年—1859年）本名于邁，又名章，字平子，改字孟調，浙江山陰人。
少時聰慧，詞作多抑鬱。補博士弟子員，與李慈铭交好，號稱“王李”，又與李慈銘、周星譽、周星詒、周星譼等人合稱五星。咸丰九年（1859年）己未副贡，隔一天病卒，年二十九。有《西鳧殘草》。